# Quincy Shore Drive
Der Quincy Shore Drive ist eine etwas mehr als 3 mi (5 km) lange Küstenstraße in der Stadt Quincy im Bundesstaat Massachusetts der Vereinigten Staaten. Sie wurde im Jahr 1903 vom Landschaftsarchitekten Charles Eliot in Zusammenarbeit mit dem Architekturbüro der Olmsted Brothers angelegt und anlässlich ihres 100-jährigen Bestehens im Jahr 2003 als Historic District in das National Register of Historic Places aufgenommen. Die Straße wird vom Department of Conservation and Recreation (DCR) verwaltet und ist Teil des Metropolitan Park System of Greater Boston. 